# فابیو کاریله
فابیو کاریله (پرتغالی: Fábio Carille؛ زادهٔ ۲۶ سپتامبر ۱۹۷۳) بازیکن سابق و سرمربی فوتبال اهل برزیل است.
از باشگاه‌هایی که در آن بازی کرده است می‌توان به باشگاه فوتبال گوانگژو، باشگاه پارانا، باشگاه فوتبال کورینتیانس، باشگاه ورزشی سانتو آندره، باشگاه فوتبال سانتا کروز، و باشگاه فوتبال کوریتیبا اشاره کرد.
وی در دوران بازی خود در پست‌های دفاع وسط و دفاع چپ بازی می‌کرد.

## دوران مربیگری

### سانتوس
در ۸ سپتامبر ۲۰۲۱، فابیو کاریله با امضای قراردادی تا پایان سال ۲۰۲۲ به عنوان سرمربی سانتوس منصوب شد. اما پس از شروع ضعیف تیم در فصل جدید، در ۱۸ فوریه ۲۰۲۲ از سمت خود برکنار شد.

### اتلتیکو پارانائنزه
در ۱۳ آوریل ۲۰۲۲، کاریله با عقد قراردادی دو ساله هدایت اتلتیکو پارانائنزه را در لیگ برتر برزیل برعهده گرفت. اما این همکاری تنها ۲۱ روز به طول انجامید.
او بعد از تنها هفت بازی، و پس از باخت سنگین ۵ بر ۰ برابر باشگاه استرانگست لاپاز بولیوی در ۴ مه ۲۰۲۲ از سمت خود اخراج شد.

### وی-وارن ناگازاکی
در ۱۲ ژوئن ۲۰۲۲، فابیو کاریله به عنوان سرمربی تیم وی-وارن ناگازاکی در لیگ دسته دو ژاپن منصوب شد. این تیم در پایان فصل به لیگ برتر صعود نکرد،فابیو ۶۳ بار روی نیمکت این تیم نشست و میانگین ۱.۳۷ امتیاز بدست آورد

### بازگشت به سانتوس
در ۱۹ دسامبر ۲۰۲۳، باشگاه سانتوس که برای اولین بار در تاریخ خود به لیگ دسته دو برزیل سقوط کرده بود، با عقد قراردادی یکساله (با امکان تمدید برای یک سال دیگر) بازگشت کاریله را به این تیم اعلام کرد. او روز بعد به طور رسمی معرفی شد.
کاریله در سال ۲۰۲۴ سانتوس را به فینال جام پائولیستا ( لیگ دسته اول فوتبال ایالت سائوپائولو ) رساند، اما این تیم در فینال به پالمیراس باخت. سپس او با هدایت سانتوس، قهرمانی لیگ دسته دو برزیل را به دست آورد. با این حال، سبک بازی ضعیف تیم باعث انتقادات شدید هواداران از او شد. در ۱۸ نوامبر ۲۰۲۴،  کاریله با توافق دو طرف از سمت خود کناره گیری کرد.

### واسکو دو گاما
در ۱۹ دسامبر ۲۰۲۴، کاریله به عنوان سرمربی واسکو دوگاما منصوب شد.
پس از شکست ۳-۰ مقابل کورینتیانس،برخی رسانه های برزیلی در گزارش تند خود، کاریله را “بی‌کفایت” خواندند. انتخاب‌های مشکوک، تغییرات بدون منطق و تاکتیک‌های بی‌اثر، هر هفته اعتمادها را کمتر کرد و باشگاه را به مرز تغییر کشاند.
نهایت فاجعه در سودآمریکانا رقم خورد؛ جایی که واسکو با نتیجه ۴-۱ مقابل تیم گمنام پورتو کابیو تحقیر شد. نه‌تنها این اولین شکست تاریخ باشگاه مقابل یک تیم ونزوئلایی بود، بلکه برای نخستین‌بار یک نماینده برزیل در سطح قاره‌ای چهار گل از تیمی ونزوئلایی دریافت کرد. نتیجه‌ای که جای هیچ دفاعی باقی نگذاشت.اما عملکرد ضعیف تیم باعث شد که او در ۲۷ آوریل ۲۰۲۵ ازسمت خود اخراج شود.

### سبک بازی
کاریله از ۲ هافبک دفاعی جلوی ۴ مدافع خود استفاده می‌کند و تنها با یک مهاجم بازی می‌کند به همین خاطر او را در برزیل به دفاع اتوبوسی می‌شناسند.
اکثر تیم‌های تحت هدایت کاریله توپ را در اختیار ندارند و غالبا با سیستم دفاعی بازی می‌کنند و منتظر لغزش رقیب می‌شوند تا با یک ضدحمله رقیب را غافلگیر کنند.

## افتخارات

### به عنوان بازیکن
پارانا
- قهرمانی پارانائنسه: ۱۹۹۶

### به عنوان مربی
کورینتیانس
- سری آ برزیل: ۲۰۱۷
- قهرمانی پائولیستا: ۲۰۱۷، ۲۰۱۸، ۲۰۱۹

سانتوس

### شخصی
- تیم سال قهرمانی پائولیستا: ۲۰۱۷[۶]
- سرمربی سال سری آ برزیل: ۲۰۱۷[۷]
- سرمربی برتر ماه لیگ حرفه‌ای عربستان: اکتبر ۲۰۱۸،[۱۰] آوریل و مه ۲۰۲۱[۱۱]